# Protentomon perpusillum
Protentomon perpusillum är en urinsektsart som först beskrevs av Berlese 1909.  Protentomon perpusillum ingår i släktet Protentomon och familjen Protentomidae. Inga underarter finns listade i Catalogue of Life.